# Oecetis parmata
Oecetis parmata är en nattsländeart som beskrevs av Arturs Neboiss 1989. Oecetis parmata ingår i släktet Oecetis och familjen långhornssländor. Inga underarter finns listade i Catalogue of Life.